# Brigade de construction SS
Les SS-Baubrigaden sont un type de camp satellite des camps de concentration nazis qui ont été créés pour la première fois à l'automne 1942. Ces unités étaient généralement composées de prisonniers masculins non juifs - la plupart étaient des Polonais ou des Soviétiques. Les chances de survie étaient plus élevées dans ces unités mobiles que dans les principaux camps auxquels elles étaient rattachées.
À la fin de la guerre, il y avait 13 Baubridgaden composés d'environ 9 500 prisonniers. Il y a environ 1 000 prisonniers dans chaque Baubrigaden et on estime qu'au moins 17 000 prisonniers de sexe masculin font partie du système Baubrigaden entre 1942 et 1945. Les Baubrigaden étaient principalement composés de prisonniers de Buchenwald, Neuengamme et Sachsenhausen, tandis que les SS-Eisenbahnbaubrigaden étaient principalement d'Auschwitz et de Dachau[réf. souhaitée].
La proposition de former des unités de travail mobiles est lancée pour la première fois par Hans Kammler en 1942 dans un article intitulé Vorschlag fur die Aufstellung von SS-Baubrigaden. Dans l'article, il estime que le Friedenshauprogramm de Heinrich Himmler à l'Est - qui appelle à la construction de colonies, de camps et de dépôts de ravitaillement dans les territoires nouvellement conquis - nécessite un volume de construction compris entre 20 et 30 milliards de Reichsmark  et 175 000 prisonniers. . Selon la proposition de Kammler, ces prisonniers ont des détachements de travail de 4 800 hommes qui peuvent se déplacer entre les chantiers de construction.
Ces plans sont révisés en 1942 lorsque l'industrie allemande de l'armement commence à exiger plus de main-d'œuvre. Alors que les combats s'intensifient en 1942, Himmler ordonne que le SS-Baubrigaden soit déployé pour nettoyer les villes allemandes qui avaient été détruites lors de la campagne de bombardement britannique. Albert Speer, qui est ministre de l'Armement et des Munitions du Reich, est étroitement lié aux Baubrigaden.
En septembre 1942, les Baubrigaden sont déployés à Brême, Osnabrück, Düsseldorf, Duisbourg et Cologne pour construire des abris d'urgence et nettoyer les décombres à la suite des bombardements. Ils doivent également récupérer des cadavres dans les décombres et récupérer des bombes non explosées.
En 1943, le ministère de l'Armement et de la Production de guerre du Reich détermine que le détournement des travailleurs vers les efforts de nettoyage nuit à la production d'armements.